# Новая экономическая политика и задачи политпросветов
Новая экономическая политика и задачи политпросветов — доклад В. И. Ленина на II Всероссийском съезде политпросветов 17 октября 1921 года. Доклад посвящён задачам политпросветов в условиях новой экономической политики. В докладе разъясняется смысл новой экономической политики.

## Оценки
Философ и культуролог В. А. Куренной касаясь вопроса о культурной революции в СССР отмечает: 
Совершенно отчётливо данный мотив обнаруживается уже в докладе Ленина «Новая экономическая политика и задачи политпросветов» на II Всероссийском съезде политпросветов. […] Именно этот доклад стал одним из излюбленных источников цитат о важности культуры в последующем советском публичном дискурсе.